# Creed (musikgrupp)
Creed är en amerikansk rockgrupp från Tallahassee i Florida som blev populära under den senare delen av 1990-talet och under den tidigare delen av 2000-talet. Bandet vann en Grammy för bästa rocklåt med låten "With Arms Wide Open" 2001. Bandet splittrades 2004 efter tre multi-miljonsäljande album, och efter att ha sålt en uppskattad summa av 35 miljoner skivor världen över, inklusive 26 miljoner skivor i USA allena.
Den 27 april 2009, efter flera månader av spekulationer och rykten, tillkännagav Creeds officiella webbplats att bandet höll på att spela in ett fjärde studioalbum och att de skulle åka på turné under sommaren.

## Tidiga år (1995–1996)
Creed bildades efter att Scott Stapp och Mark Tremonti, vänner på Florida State University och högskoleklasskamrater vid Orlandos Lake Highland Preparatory School, bestämde sig för att bilda ett band. De rekryterade sedan Brian Marshall och Scott Phillips för att komplettera kvartetten i slutet av 1995. Bandet hette från början "Naked Toddler", och sedan "Maddox Creed", tills det ändrades till bara "Creed" på förslag av Marshall och bandet bestämde sig för att det skulle bli det slutgiltiga namnet. De fyra bandmedlemmarna hade redan skrivit tre av låtarna som skulle komma att inkluderas på deras framgångsrika debutalbum My Own Prison. Låtarna var "One", "Sister" och "What's This Life For".

## My Own Prison(1997–1998)
Creeds debutalbum My Own Prison släpptes 1997 som en independent-utgåva och kostade dem bara 6 000 $ att producera, och distribuerades till radiostationer i Florida. Detta drog till sig uppmärksamhet från flera bolag som gick med på att se bandet, men avslog. Efter det spelade Creed ett litet gig när Diana Meltzer från Wind-Up Records hörde gruppen. Hon hade hört deras independentalbum, och efter att ha hört dem live, skrev hon dem till sitt bolag. Efter en remix som gjorde albumet mer radiovänligt,  släpptes My Own Prison av Wind-Up Records över hela landet. Albumet var en överraskningssuccé, när den nådde Top 40 på Billboard 200 och släppte flera singlar ("My Own Prison", "Torn", "One" och "What's This Life For) som toppade rock topplistorna i USA. En liveversion av bandets hitlåt "My Own Prison" användes också på välgörenhetsalbumet Live in the X Lounge.

## Human Clayoch Marshalls avgång (1999–2000)
Deras andra album Human Clay släpptes 1999 och debuterade på plats nummer 1 på Billboard 200, baserat på styrkan av första singeln, "Higher", som låg flera veckor på toppen av rockradio-topplistorna. Men det var inte förrän under tidiga 2000 som singeln gick över till popradio då den landade i Top 10:an på Billboard's Pop Chart, och Creed blev ett känt namn. Sista singeln från albumet, "With Arms Wide Open", nådde också plats nummer 1 den hösten.
Under tiden lämnade Brian Marshall bandet, och Brett Hestla (Virgos Merlot, Dark New Day) tog över Human Clay-turnén, samt alla de efterföljande turnéerna. Runt den tiden rackade Fred Durst från Limp Bizkit ner på Stapp på New Yorks Krock 92.3 "Dysfunctional Family Picnic Concert" där de båda uppträdde den kvällen. Som svar på detta utmanade Scott Stapp Fred Durst till en öppen boxningsmatch.

## Weathered(2001–2003)
Under hösten 2001 släpptes "My Sacrifice" som den första singeln från Creeds tredje album Weathered, och användes i många hyllningsvideor gjorda av World Wrestling Entertainment. De hade även "Young Grow Old", en B-sida till 1999 års Human Clay som det officiella soundtracket för World Wrestling Entertainment WWE Backlash pay-per-view-anställning i april 2002. Tidigt under 2002 släpptes "Bullets" som singel, tillsammans med en dyr, video full av specialeffekter. Låten och videon var förmodligen Creeds minst framgångsrika sedan de fick mainstream-succé. Creed släppte snabbt en av sommarens största hittar, "One Last Breath".
Stapp var inblandad i en bilolycka under april 2002 och det verkade som om turnén de planerat inte skulle bli av. Stapp återhämtade sig inte i tid för att uppträda på de sista showerna. "Don't Stop Dancing" var en mindre hit för Creed under sena 2002/tidiga 2003.

## Splittring & efterföljande aktiviteter (2003–2009)
I juni 2004 tillkännagav Creed officiellt sin splittring. Stapp började spela in sitt studioalbum The Great Divide med Roadrunner Records artisterna Goneblind. De andra bandmedlemmarna (inklusive före detta basisten Brian Marshall) bildade ett nytt band, Alter Bridge, med före detta Mayfield Four sångaren Myles Kennedy. Brett Hestla, som bandet turnerade med sedan basisten Brian Marshall lämnat bandet, har sedan gått med i bandet Dark New Day. Den 22 november 2004 släppte Creed ett samlingsalbum.
Under 2008 framträdde Mark Tremonti tillsammans med Myles Kennedy som gäster på två olika spår på Sevendusts album Chapter VII: Hope & Sorrow. De två framträdde också på Fozzys album All That Remains, och Tremonti släppte senare en gitarr instruktions video betitlad Mark Tremonti: The Sound & The Story sent 2008.
År 2009 blev Creeds låt "Higher" från albumet Human Clay rankad som en av de 100 bästa hårdrocks låtarna någonsin av VH1.
Allt efter åren gick påstod de tre bandmedlemmarna inblandade i Alter Bridge att Creed låg i deras förflutna, och att de inte skulle återförenas i framtiden. Scott Stapp trodde att Creed skulle kunna komma att återförenas någon gång, men i sina påståenden, kände även han att Creed låg i det förflutna.

## Återförening ochFull Circle(2009– )
Den 3 november 2008 meddelade Blabbermouth.net att en Creed återförening skulle kunna inträffa 2009. Enligt Twisted Sister-frontmannen Dee Snider antogs det att Alter Bridge-frontmannen Myles Kennedy skulle ta Robert Plants plats för en Led Zeppelin-återföreningsturné 2009. Blabbermouth förklarar att "om Kennedy skulle ta jobbet med Zeppelin, så har källorna indikerat att det redan fanns "significant dollars" på bordet för en Creed-återförening." Den 2 december 2008 meddelade Rolling Stone Magazine att en återförening av Creed skulle bli verklighet. Själv förenekade Kennedy ryktet om att han skulle fronta Led Zeppelin, men han sa dock att han 'jammade' med de instrumentala medlemmarna i bandet. Det förklarades senare av Jimmy Pages manager att det inte skulle bli någon återförening av Led Zeppelin och att Myles Kennedy skulle stanna hos Alter Bridge för att spela in bandets tredje album. På grund av detta verkade en Creed-återförening osannolik.
Men den 17 mars 2009 läckte en trailer för en möjligen kommande turné, fast den drogs snabbt tillbaka. Den 2 april släpptes den dock igen på den nyligen[när?] omstartade Creed-sajten, Creed.com. I trailern stod det bara "coming summer 2009" ("kommer sommaren 2009").
Den 27 april tillkännagav Creeds hemsida officiellt bandets återföreningsturné och planer på ett nytt album. Enligt Tremonti, "Vi är alla väldigt spända för att träffa våra fans och varandra igen efter sex långa år." Han lade senare också till att vara med i Creed "var det sista jag hade förväntat mig." Phillips konstaterade också: "Våran karriär som Creed kom till ett väldigt abrupt och oförväntat slut. Efter att vi reflekterat på många av våra största personliga och professionella tider i våra liv, har vi kommit att inse att vi fortfarande är väldigt kapabla av att fortsätta den karriären och vår vänskap på en större skala en någonsin förut."
Basisten Brian Marshall bekräftade också att han skulle återförenas med sitt forna band, följande hans lämnande av gruppen före inspelningen av deras tredje album Weathered. Marshall hade att säga om återföreningen: "Detta är en utveckling som vi alla är nöjda med. Det var längesen vi fyra var på scenen tillsammans, och utan att förhasta oss så är detta någonting vi alla vill. Spänningen av att få gå ut dit igen är elektrifierande." Frontmannen Scott Stapp avgjorde på bandets officiella pressrelease att "det är fantastiskt hur livet kan ändras och ge dig 'full circle'. Tiden gav oss alla en chans att reflektera, växa och få en djupare uppskattning av våran vänskap, artistiska kemi, passion för musik, och verkliga kärlek för våra fans! Det är sällsynt i livet att få en andra chans att göra ett första intryck och vi omfamnar tillfället. Vi tror alla att det bästa fortfarande väntar oss."
Återföreningsturnén startar 6 augusti, och slutar 14 oktober.
I en intervju med People.com, förklarade Stapp återföreningen, och sa, "Vi kände det aldrig som om vi inte var tillsammans. Vi ser inte det här som en återförening. Det är mer av en pånyttfödelse." Enligt artikeln var det Stapp som ville att återföreningen skulle bli av, och pratade med de tre andra medlemmarna, och berättade att han sade till sina forna bandmedlemmar, "Jag älskar dig och om jag någonsin orsakat dig någon sorts smärta i ditt liv, förlåt mig," och sa sedan att "de sa samma sak tillbaka till mig." Stapp bekräftade också att bandet "jammade", och "försöker inte att stanna på en särskild plats där vi slutade. Musiken är fräsch, spännande, rå, passionerad, ärlig, och den rockar."
Stapp diskuterade hur han och gitarristen Tremonti hittade varandra igen, tack vare Champs Sports Bowl, enligt Rolling Stone. Enligt Stapp "delade dom familjebilder och inom 20 minuter jammade dom på akustisk gitarr och pratade om nya låtar." Alla fyra originalmedlemmar satt sig ner i ett möte, deras första sedan 2000. "Vid det mötet, sa vi alla kollektivt, 'Hey, jag är ledsen om jag sårade dig eller om mina val gjorde någonting för att orsaka dig smärta. Jag känner inget annat än kärlek och förlåtelse för dig och jag hoppas att du kan förlåta mig.' Det är alltihop en del av processen av reflektion och att inte blicka tillbaka på de sex månader av de 10 år då vi försökte," enligt Stapp.
Bandet har gjort klart arbetet på sex demokassetter och planerar på att spela in albumet, som ska vara betitlat Full Circle, i Nashville. Stapp förklarade titeln, vilket också är namnet på en låt på det kommande albumet: "Det definierar och artikulerar verkligen, melodiskt och lyriskt, det som har hänt med oss. Vi har kommit full cirkel och det är en fantastisk plats att vara på." Målet är att släppa den första singeln före turnén och ha albumet att släppas under eller precis efter turnén." Stapp har bekräftat att återföreningen av Creed kommer att sätta arbetet på hans andra soloalbum på obestämt uppehåll.
Mark Tremonti, Scott Phillips, Brian Marshall och Alter Bridges publicist, Mark Tremontis bror Michael, påstår alla att återföreningen av Creed inte kommer att affektera Alter Bridge på något vis och att de ska återvända till studion efter Creedturnén och spela in sitt kommande tredje album. En blogg lades upp på Alter Bridges MySpace vilken angav att Alter Bridge inte hade några planer på att sluta som ett band, samt att de skulle vara tillbaka 2010 med ett nytt album och en världsturné och att de fyra fortfarande var "bröder i musik" och ingen brist på enighet fanns mellan dem.
På Creeds MySpace finns det en ny teaservideo för återföreningen. Bandets hemsida har också blivit fullt rekonstruerad och allt det senaste om turnén inklusive VIP-paket är tillgängliga på .

## Kontroverser
Trots bandets ständiga förnekanden, har Creed ofta blivit kallade ett Kristet rockband på grund av det faktum att alla deras tre album fokuserar på frågor om tro, kristendom och evighet. Bandet var aldrig skrivna till ett kristet musikförlag, och de spelade aldrig i kristna sammanhang eller spelades mycket på kristen radio. Bandets namn, "Creed", är också namnet på ett populärt kristet teologiskt koncept, av absolut individuell tro, oftast monoteistisk. Teman inom deras musiktitlar såsom "Higher", "My Sacrifice", "My Own Prison", "With Arms Wide Open" och "One Last Breath" innehåller referenser till kristen teologi, även om det inte blivit fastställt att de låtarna var menade att vara kristna låtar.
Creed stämdes 2003 av fyra konsertbesökare som påstod att Scott Stapp "var så berusad och/eller intoxikerad att han inte var vid förmåga att sjunga sångtexten till en enda Creedlåt" på en konsert i Chicago 29 december 2002.
Scott Stapp övervägde självmord någon gång 2003 efter att han druckit en flaska Jack Daniel's whisky. Enligt Rolling Stone var han övertygad om att vem som helst som var inblandad i Creed ville ha honom död så att han kunde bli en "Kurt Cobain martyr-typ" och öka skivförsäljningen. "Jag hade galna tankar i mitt huvud," sade han. Han ångrade sig när han såg ett foto av sin son precis när han hade lyft vapnet mot sitt huvud.
År 2004 rankade den framstående musiktidningen Guitar World Creed på andra plats efter Limp Bizkit i sin artikel "Årets Värsta Band".

## Samarbete med World Wrestling Entertainment
I många år samarbetade Creed med World Wrestling Entertainment (WWE) då de lät många av sina låtar användas för reklamer (såsom att använda nya singlar till teman i pay-per-views). 2001, då WWE började sända många olika wrestlares bakgrunder, användes Creedlåtar ofta som bakgrundsmusik ("My Sacrifice" var den mest använda låten). Även efter Creeds splittring har både Scott Stapp och Alter Bridge bidragit med musik till WWE.

## Nomineringar och utmärkelser

### Grammy Awards
| År   | Nominerad för         | Pris                                    | Resultat  |
| ---- | --------------------- | --------------------------------------- | --------- |
| 2001 | "With Arms Wide Open" | Best Rock Performance by a Duo or Group | nominerad |
| 2001 | "With Arms Wide Open" | Best Rock Song (Stapp & Tremonti)       | vinnare   |
| 2003 | "My Sacrifice"        | Best Rock Performance by a Duo or Group | nominerad |

### American Music Awards
| År   | Nominerad för | Pris                             | Resultat  |
| ---- | ------------- | -------------------------------- | --------- |
| 2001 | Creed         | Favorite Alternative Artist      | vinnare   |
| 2001 | Human Clay    | Favorite Pop/Rock Album          | vinnare   |
| 2001 | Creed         | Favorite Pop/Rock Band/Duo/Group | nominerad |
| 2003 | Creed         | Favorite Alternative Artist      | vinnare   |
| 2003 | Creed         | Favorite Pop/Rock Band/Duo/Group | vinnare   |
| 2003 | Creed         | Fan Choice Award                 | nominerad |

### MTV Video Music Awards
| År   | Nominerad för  | Pris            | Result    |
| ---- | -------------- | --------------- | --------- |
| 2000 | "Higher"       | Best Rock Video | nominerad |
| 2002 | "My Sacrifice" | Best Rock Video | nominerad |

## Medlemmar
- Scott Stapp - ledvokalist, kompgitarrist (1995–2004, 2009–)
- Mark Tremonti - gitarr, bakgrundsvokalist (1995–2004, 2009–); elbas på Weathered (2001)
- Scott Phillips - trummor, slagverk, keyboard (1995–2004, 2009–)
- Brian Marshall - elbas (1995–2000, 2009–)
- Brett Hestla (Turnerande basist efter att Brian Marshall slutat) - elbas (2000 - 2004)

## Diskografi

### Album
| Album information |
| --- |
| My Own Prison - Release: April 14, 1997 - Utgivare: Blue Collar Records - RIAA-certifiering: 6× Platina - Singlar: 1. "My Own Prison" 2. "One" 3. "Torn" 4. "What's This Life For" |

| Album information |
| --- |
| Human Clay - Release: September 28, 1999 - Utgivare: Wind-Up Records - RIAA-certifiering: 11× Platina - Singlar: 1. "Higher" 2. "With Arms Wide Open" 3. "What If" 4. "Are You Ready?" |

| Album information |
| --- |
| Weathered - Release: November 20, 2001 - Utgivare: Wind-Up Records - RIAA-certifiering: 6× Platina - Singlar: 1. "My Sacrifice" 2. "Don't Stop Dancing" 3. "Weathered" 4. "Bullets" 5. "One Last Breath" |

| Album information                                                                                |
| ------------------------------------------------------------------------------------------------ |
| Full Circle - Release: October 27, 2009 - Utgivare: Wind-Up Records - RIAA-certifiering: Platina |